# Sophie von Künsberg
Sophie von Künsberg, geboren als Sofie Rosalia Freiin von Künsberg (* 5. September 1861 in Karlsbad; † 10. Mai 1938 in Reisach Oberaudorf)  war eine Schriftstellerin.

## Leben
Sophie stammte aus der Adelsfamilie von Künsberg und war die Tochter des Freiherrn Philipp von Künsberg und dessen Ehefrau Rosalia, geb. Freiin von Neuberg. Ihre Kindheit verbrachte sie auf dem elterlichen Schloss Kaibitz in der Oberpfalz und lebte später in Bayreuth. 1892 erwarb sie ein Landgut in Reisach Oberaudorf. Als Schriftstellerin schrieb sie Novellen, Erzählungen, Romane und Gedichte.